# درک فورستر
درک فورستر (انگلیسی: Derek Forster؛ ۱۹ فوریهٔ ۱۹۴۹ – ۲ مهٔ ۲۰۲۴) بازیکن فوتبال اهل بریتانیا بود.
از جمله باشگاه‌هایی که وی در آنها بازی کرده‌، می‌توان به باشگاه فوتبال چارلتون اتلتیک، باشگاه فوتبال برایتون اند هوو آلبیون و باشگاه فوتبال ساندرلند اشاره کرد.